# عصر خيبة الظن

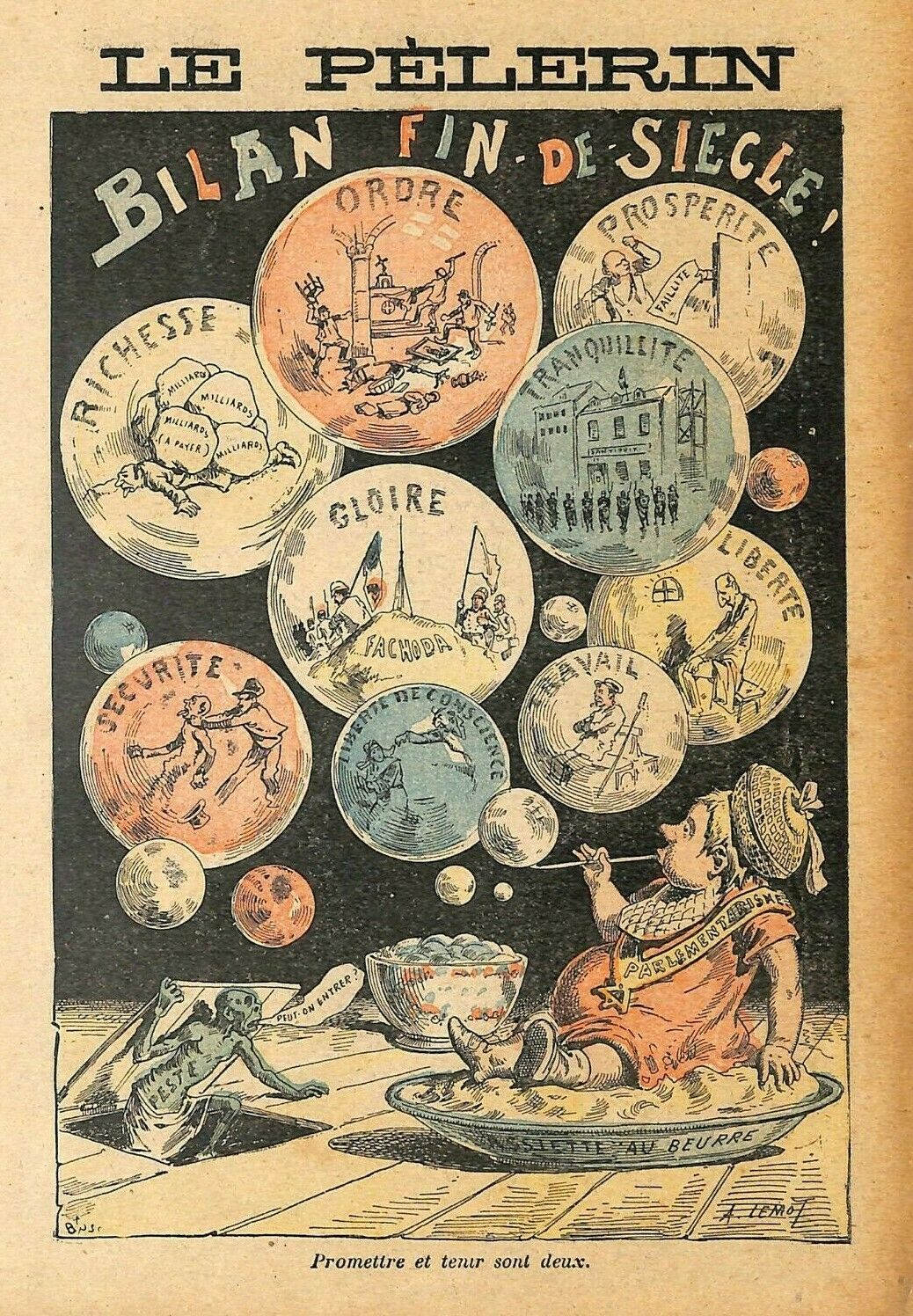

عصر خيبة الظن أو نهاية القرن (بالفرنسية: Fin de siècle)‏ (والذي يلفظ فَن ده سْيِيكْل) هو مصطلح فرنسي استخدم لوصف الحالة الثقافية في حقبة نهاية القرن التاسع عشر وبداية القرن العشرين، وذلك للإشارة إلى التغير المرحلي من المنظور الثقافي. كانت السمة السائدة في تلك المرحلة يشوبها السأم والتهكمية والتشاؤمية، بالإضافة إلى انتشار الاعتقاد بأن الحضارة المدنية ستقود إلى الانحطاط.